# Ясна Поляна (Хабарський район)
Я́сна Поля́на (рос. Ясная Поляна) — селище у складі Хабарського району Алтайського краю, Росія. Входить до складу Мічурінської сільської ради.

## Населення
Населення — 66 осіб (2010; 124 у 2002).
Національний склад (станом на 2002 рік):
- росіяни — 83 %